# Granaty
Granaty (słow. Granáty, niem. Granatenspitze, węg. Gránát-csúcsok) – trzywierzchołkowy masyw górski w długiej wschodniej grani Świnicy w polskich Tatrach Wysokich. 

## Topografia
Granaty ciągną się od Sieczkowej Szczerby na południu po Pańszczycką Przełączkę Wyżnią na północy i Granacką Przełęcz na wschodzie. Sieczkowa Szczerba oddziela je od Sieczkowych Turni, Pańszczycka Przełączka Wyżnia od Pańszczyckich Czub, Granacka Przełęcz od Orlich Turniczek. Do Granatów należą szczyty:
- Zadni Granat (2240 m),
- Pośredni Granat (2234 m),
- Skrajny Granat (2225 m)[2]

Granaty wznoszą się nad trzema dolinami: Doliną Czarną Gąsienicową, Dolinką Buczynową i Pańszczycą.
Szczyty Granatów rozdzielają Sieczkowe Przełączki – Pośrednia Sieczkowa Przełączka (2218 m) i Skrajna Sieczkowa Przełączka (2197 m). Nazwy przełęczy pochodzą od nazwiska przewodnika tatrzańskiego Macieja Sieczki, zdobywcy Granatów. Skrajny Granat jest zwornikiem dla grani Żółtej Turni (odchodzącej od niego w kierunku północnym). Z uwagi na swoje położenie uważany jest za główny wierzchołek masywu.

## Historia
Pierwszymi udokumentowanymi zdobywcami szczytów Granatów byli ksiądz Eugeniusz Janota i Bronisław Gustawicz wraz z przewodnikiem Maciejem Sieczką podczas wyprawy 19 września 1867 r. Na szczycie Skrajnego Granatu znaleźli wówczas ślady wcześniejszego pobytu człowieka. Pierwsze zimowe wejścia:
- Zadni i Pośredni Granat – Henryk Bednarski i Stanisław Zdyb 29 marca 1908 r.,
- Skrajny Granat – Mariusz Zaruski, Wacław Majewski, Władysław Pawlica i Stanisław Zdyb 9 lutego 1910 r.[4]

W II tomie przewodnika W.H. Paryskiego z 1951 r. Granaty ciągnęły się od Pańszczyckiej Przełęczy po Przełączkę nad Dolinką Buczynową, obejmowały więc również Czarne Ściany i Pańszczyckie Czuby. W 1961 r. Ryszard Schramm wyróżnił trzy Sieczkowe Przełączki, a w 2013 r. Władysław Cywiński Sieczkowe Turnie. Spowodowało to zmniejszenie masywu Granatów o Czarne Ściany.

## Turystyka
Przez wszystkie szczyty Granatów prowadzi szlak Orlej Perci. Dołączają do niego dwa szlaki łącznikowe: 
- zielony z Dolinki Koziej,
- żółty znad Czarnego Stawu Gąsienicowego zboczami Żółtej Turni[3].

Najłatwiej jest wejść na Granaty zielonym szlakiem z Dolinki Koziej. Widoki z Granatów są rozległe i piękne, szczególnie ze Skrajnego Granatu. Przejście Granatów przy dobrej pogodzie jest względnie łatwe, mimo to jednak zdarzyło się tutaj wiele śmiertelnych wypadków, zazwyczaj wskutek zabłądzenia we mgle, lub poślizgnięcia się i upadku w przepaść. Ze Skrajnej Sieczkowej Przełączki  w kierunku Hali Gąsienicowej schodzi Żleb Drège’a, który niejeden raz stawał się pułapką dla turystów próbujących nim zejść na doliny, zwabionych łatwością terenu w jego górnej części. Nazwa żlebu pochodzi od nazwiska studenta z Warszawy, który 22 sierpnia 1911 roku podczas schodzenia żlebem spadł około 100 metrów i poniósł śmierć. Do 2012 r. w Granatach było 6 wypadków śmiertelnych.
 – czerwony (Orla Perć) przebiegający granią główną z Zawratu przez Kozi Wierch, Granaty i Buczynowe Turnie na Krzyżne.
- Czas przejścia z Zawratu na Krzyżne: 6:40 h
- Czas przejścia z Krzyżnego na Kozi Wierch (część Zawrat – Kozi Wierch jest jednokierunkowa!): 3:35 h

   – zielony szlak na Zadni Granat. Trasa prowadzi najpierw niebieskim szlakiem (Czarny Staw – Zawrat) nad Zmarzły Staw, potem Dolinką Kozią krótko żółtym (na Kozią Przełęcz) i zielonym na Zadni Granat.
- Czas przejścia znad Czarnego Stawu do początku szlaku zielonego: 45 min, ↓ 45 min
- Czas przejścia szlakiem zielonym: 1:15 h, ↓ 1:05 h

 – żółty szlak znad Czarnego Stawu Gąsienicowego na Skrajny Granat. Czas przejścia: 1:45 h, ↓ 1:20 h

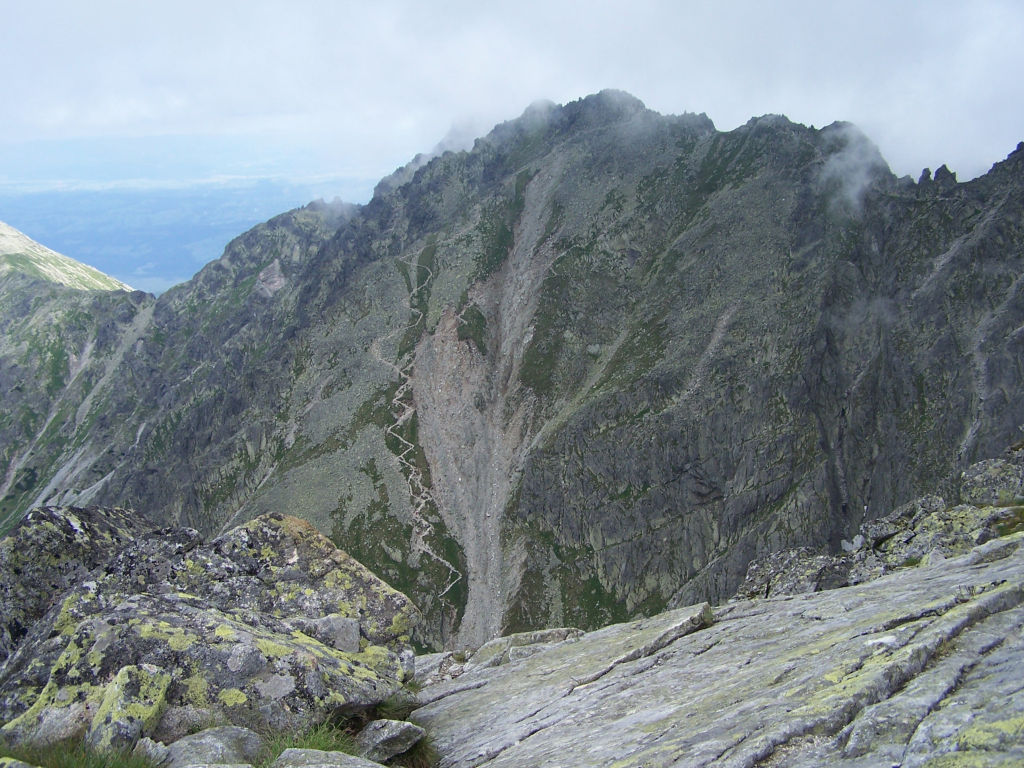
Granaty, widok z Koziego Wierchu. Widoczny zielony szlak łącznikowy
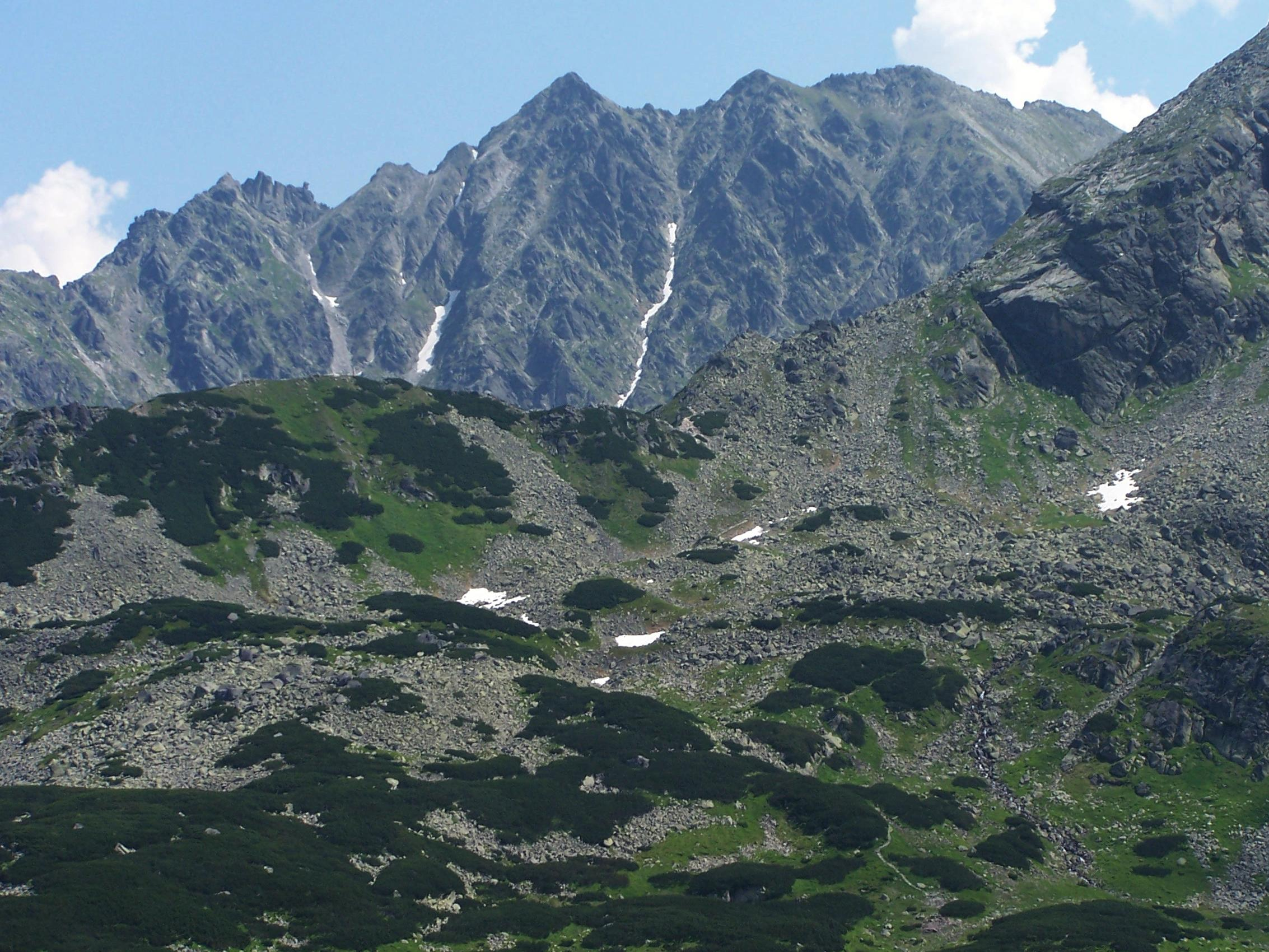
Granaty – widok z Kasprowego Wierchu
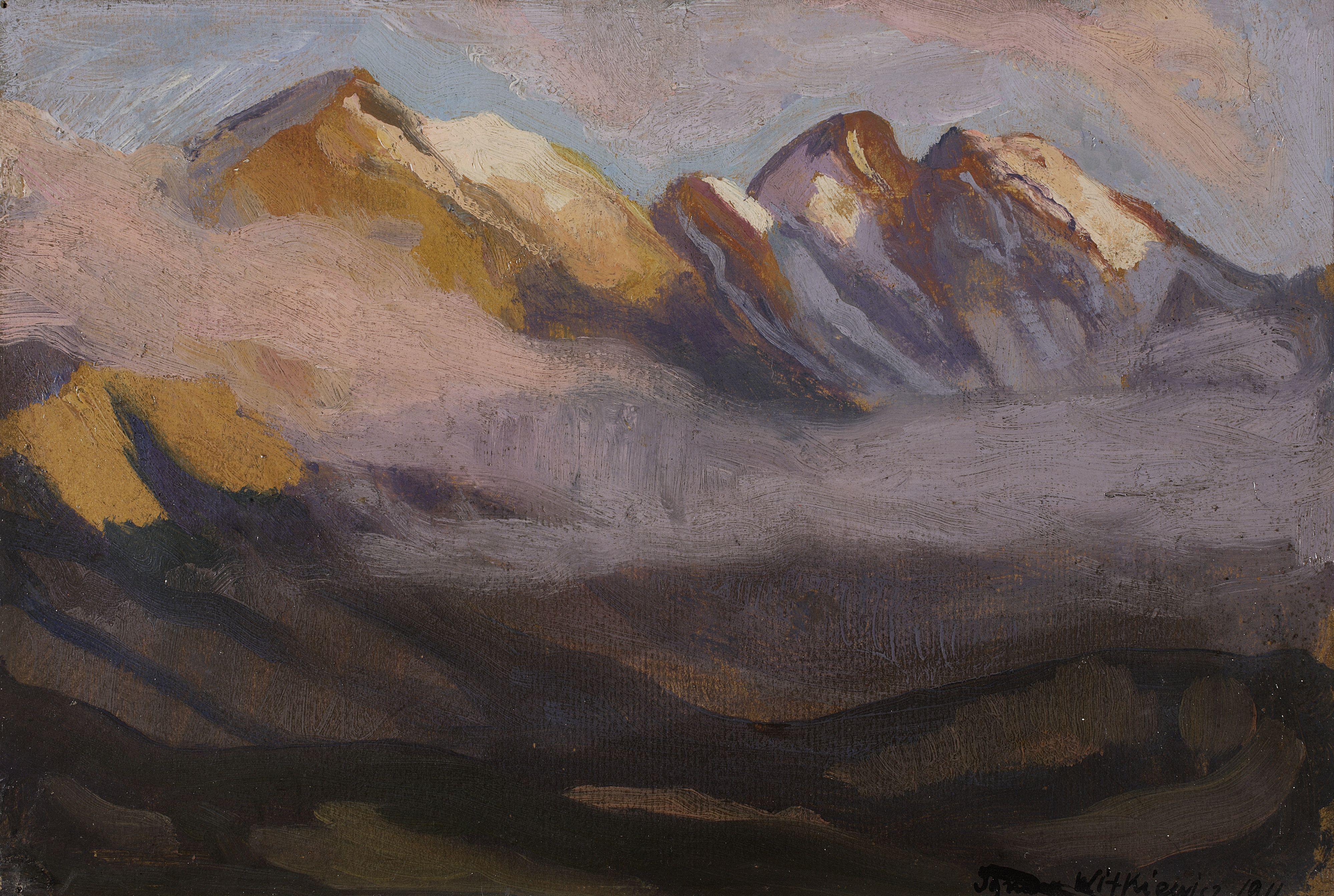
Żółta Turnia i Granaty na obrazie Stanisława Ignacego Witkiewicza z 1911 roku
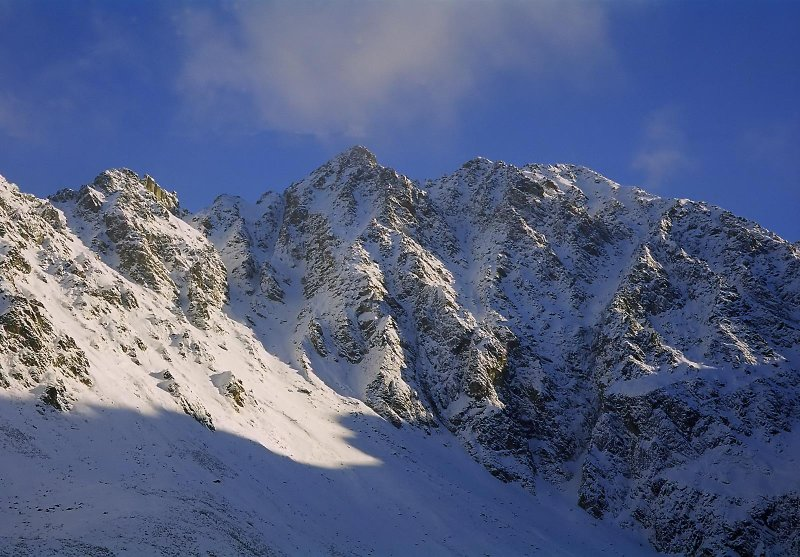
Granaty i Wierch pod Fajki zimą
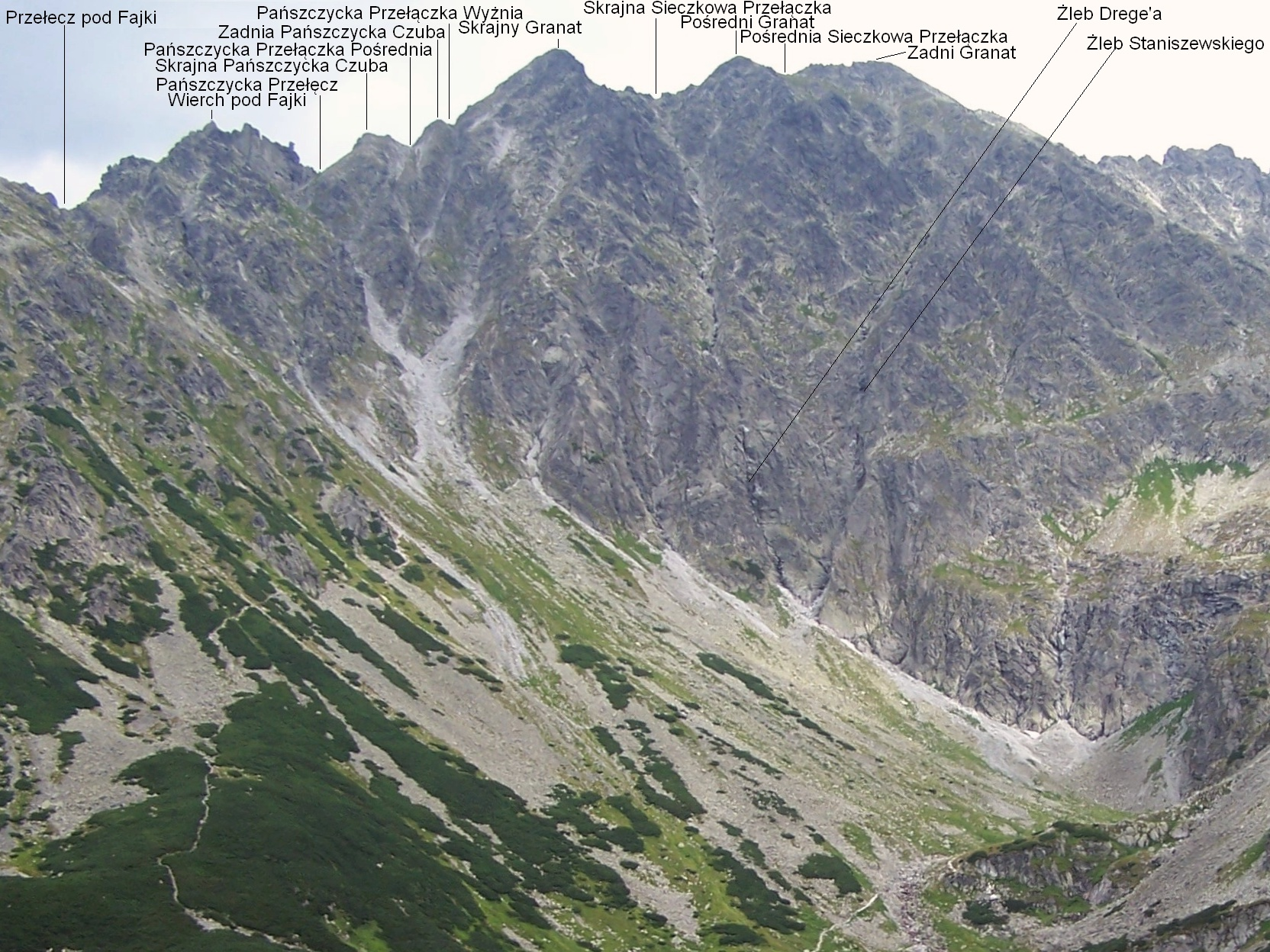
Widok od północnego zachodu
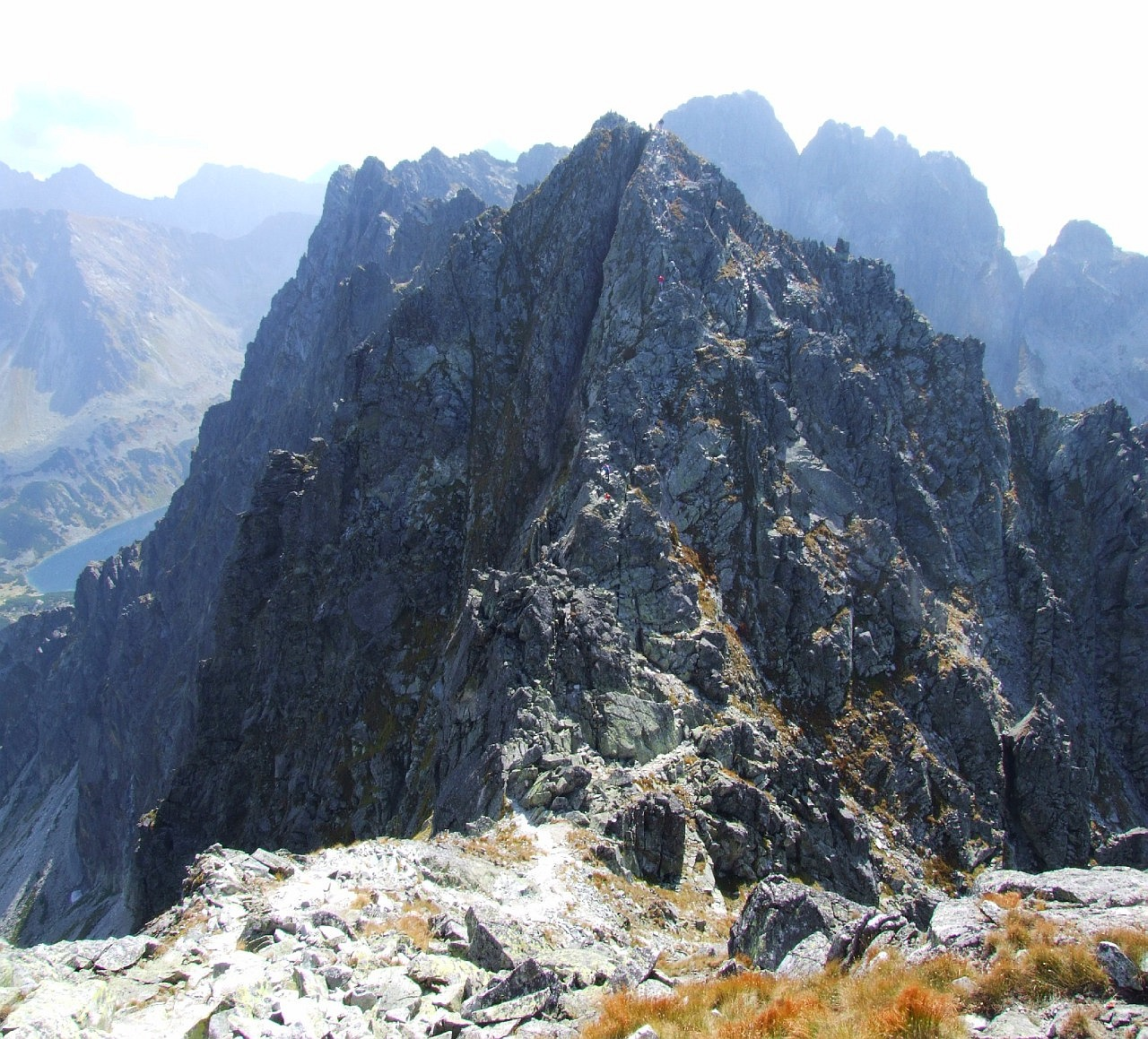
Pośredni Granat

Ciekawa flora. Występują tutaj m.in. mietlica alpejska, przymiotno węgierskie, wiechlina tatrzańska i skalnica odgiętolistna – bardzo rzadkie rośliny, w Polsce znajdujące się tylko w Tatrach i to w nielicznych tylko miejscach.